# 陳培基
陳培基，遼東後衛人，清朝政治人物。
貢生出身，顺治元年，担任山東寧海州知州、順天府府尹。后担任陝西延安府知府。顺治十三年，担任江南按察使司副使、揚州兵備道。